# Boomin' Words from Hell
Boomin' Words from Hell è il primo album in studio del rapper statunitense Esham, pubblicato nel 1989 e ristampato l'anno seguente.

## Tracce

### Versione 1989
1. Esham's Boomin – 4:11
2. Word After Word – 3:47
3. Dream Girl – 2:08
4. Some Old Wicket Shit!!! – 3:00
5. Kissing Bandit – 3:33
6. Devil's Groove – 3:08
7. Telling It How It Is – 2:28
8. Amen Another Sin – 1:49
9. My 9 Rhymes – 1:39
10. Pussy Ain't Got No Face – 3:35
11. Don't Trip – 3:18
12. Watch 'Cha Back – 2:30

### Versione 1990
1. Esham's Boomin – 4:11
2. My 9 Rhymes – 1:39
3. 4 All the Suicidalist – 4:03
4. Dream Girl – 2:08
5. Devil's Groove – 3:08
6. True – 4:09
7. Knockin Em Dead – 2:58
8. Red Rum – 4:08
9. Kissing Bandit – 3:33
10. Some Old Wicket Shit!!! – 3:00
11. Cross My Heart – 3:15
12. Amen Another Sin – 1:49
13. Pussy Ain't Got No Face – 3:35
14. Word After Word – 3:47
15. Wish U Was Down – 3:03
16. Devils in the Soup – 4:36